# Bant (Wilhelmshaven)

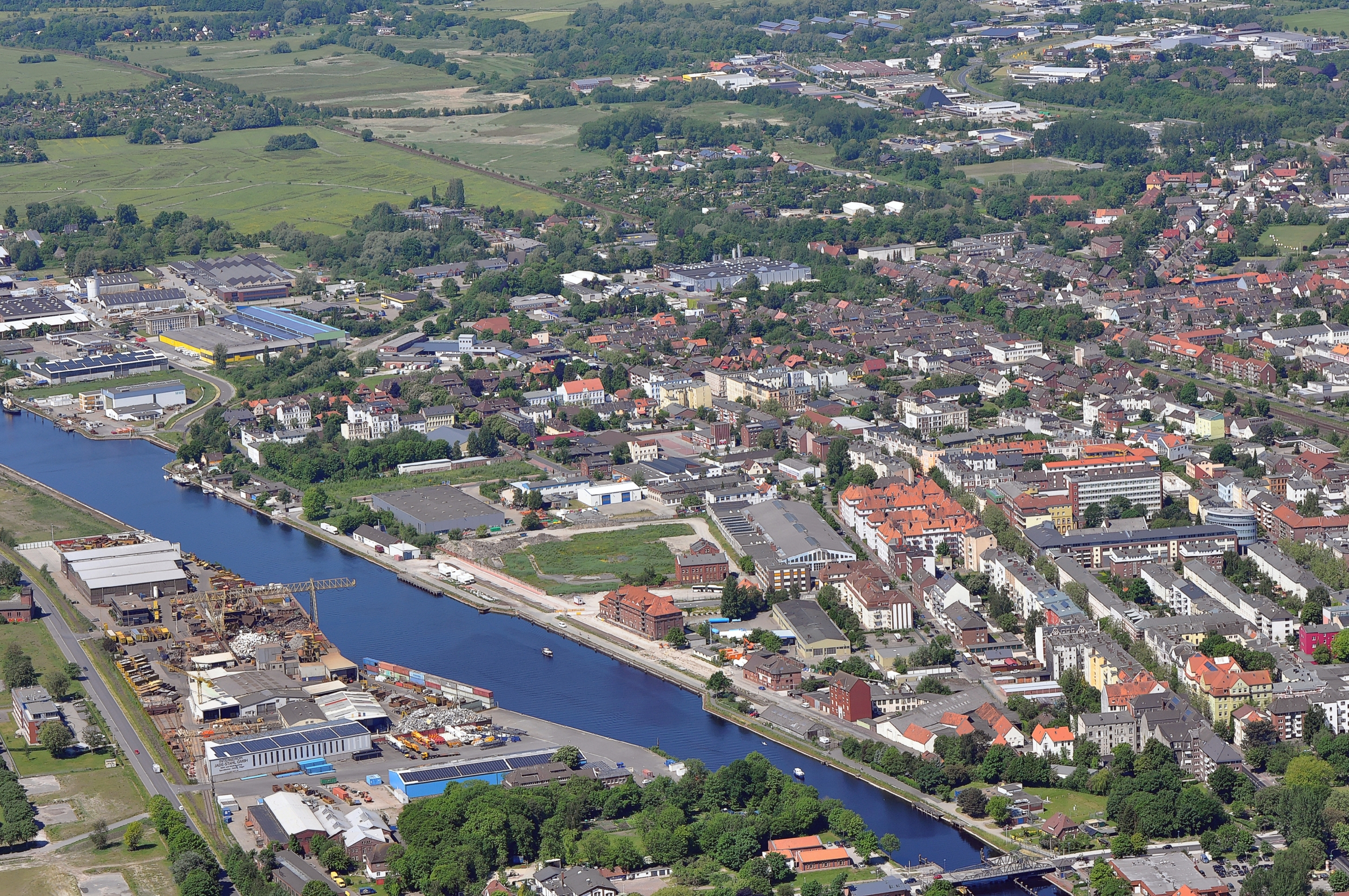
Luftaufnahme (Mai 2012)

Bant ist ein Stadtteil der niedersächsischen Stadt Wilhelmshaven. Es ist mit 50,2 Einwohnern pro Hektar (gesamt 11.784 Einwohnern) an zweiter Stelle in Wilhelmshaven (Stand 2017). Zu Bant gehört auch der Handelshafen mit dem angrenzenden Gewerbegebiet.

## Geographie
Bant grenzt im Westen mit dem Banter Weg und der Genossenschaftsstraße an den Stadtteil Ebkeriege, im Norden mit der Bismarckstraße an die Stadtteile Neuende und Siebethsburg, im Osten mit der Schillerstraße, dem Metzer Weg und Luisenstraße an die Innenstadt und im Süden mit der Deichbrücke, der Emsstraße und der Rüstringer Brücke an den Stadtteil Innenhafen.
In der Stadtgliederung wird der Stadtteil Bant weiter aufgeteilt in die Stadtviertel Bant (südlich der Peterstraße), Hansaviertel (zwischen Werft- und Schillerstraße, nördlich der Peterstraße) und Jadeviertel (zwischen Genossenschaftsstraße und Werftstraße, nördlich der Peterstraße).
Auf dem Banter Seedeich steht das Banter Fischerdorf. Seit der Deicherhöhung in den 1980er Jahren sind die Fischerhütten mobil und werden jeweils im Oktober zum Deichschutz innendeichs gezogen.

## Entstehung
Die Gemeinde Bant entstand durch die Abtrennung der drei Arbeitersiedlungen Belfort, Sedan und Metz vom Kirchspiel Neuende, da Neuende aufgrund seines bäuerlichen Denkens die Arbeitersiedlungen ablehnte.
Typisch für Bant sind die Werfthäuser. Sie wurden zwischen 1872 und 1877 als weitgehend gleichförmige Doppelhäuser erbaut. Architektonischer Mittelpunkt dieses Stadtteils ist die Banter Kirche. Der Banter Friedhof ist seit geraumer Zeit als Parkanlage hergerichtet. Er wird von den Wilhelmshavenern aufgrund seiner Vergangenheit auch als „Knochenpark“ bezeichnet.

## Kultur und Sehenswürdigkeiten
Im Stadtteil sind zahlreiche typische zwischen 1872 und 1877 erbaute Werftarbeiterhäuser erhalten, z. B. in der Ankerstraße und im Kindergang. Sie bilden eine der größten geschlossenen Arbeitersiedlungen Deutschlands. An das Dorf Bant, das 1511 bei der Antoniflut zerstört wurde, erinnert das 1889 errichtete Denkmal "Banter Ruine" im Banter See Park an der Jadeallee, das der Ruine der Banter Kirche nachempfunden ist.

## Ansichten

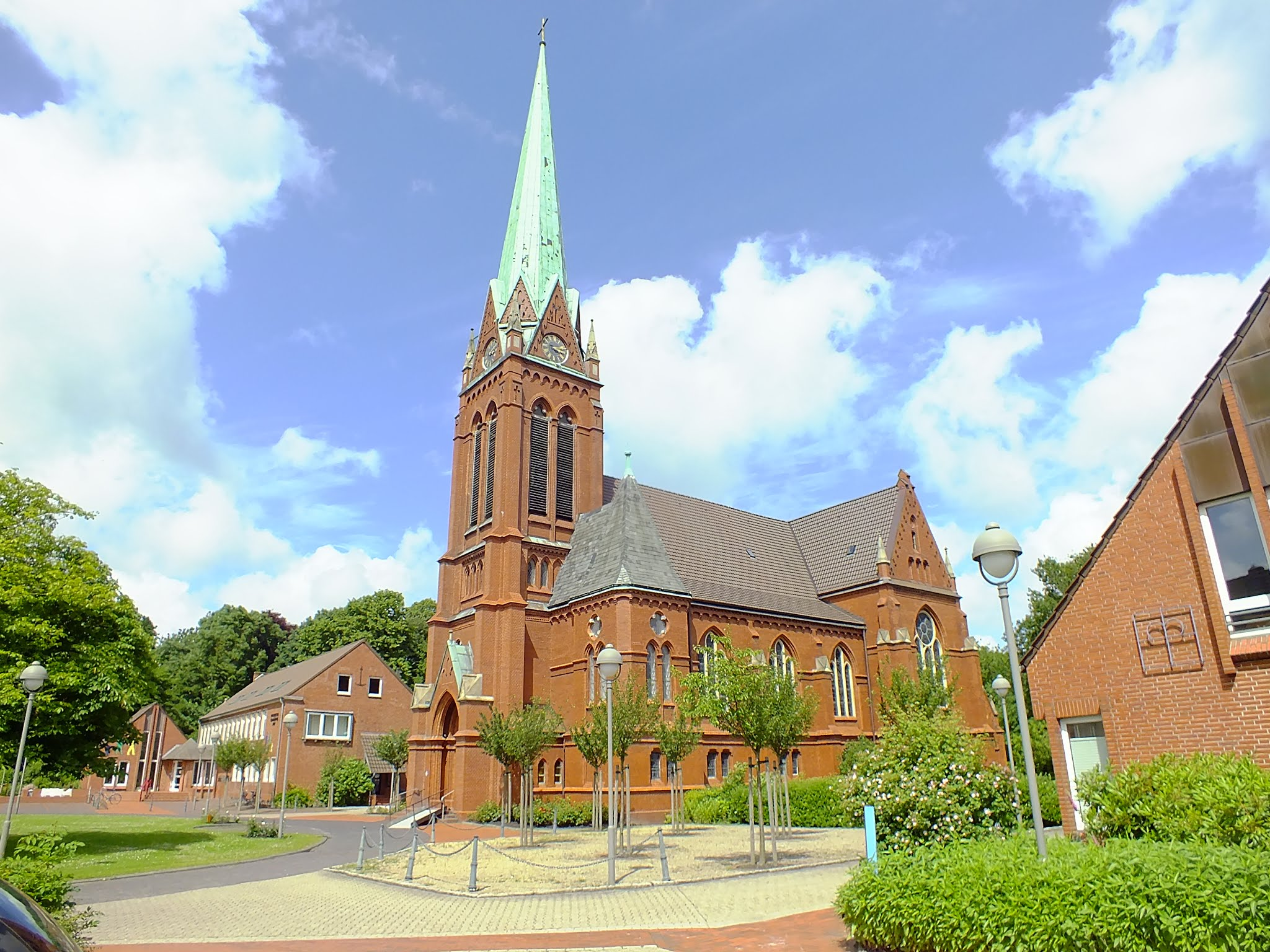
Banter Kirche
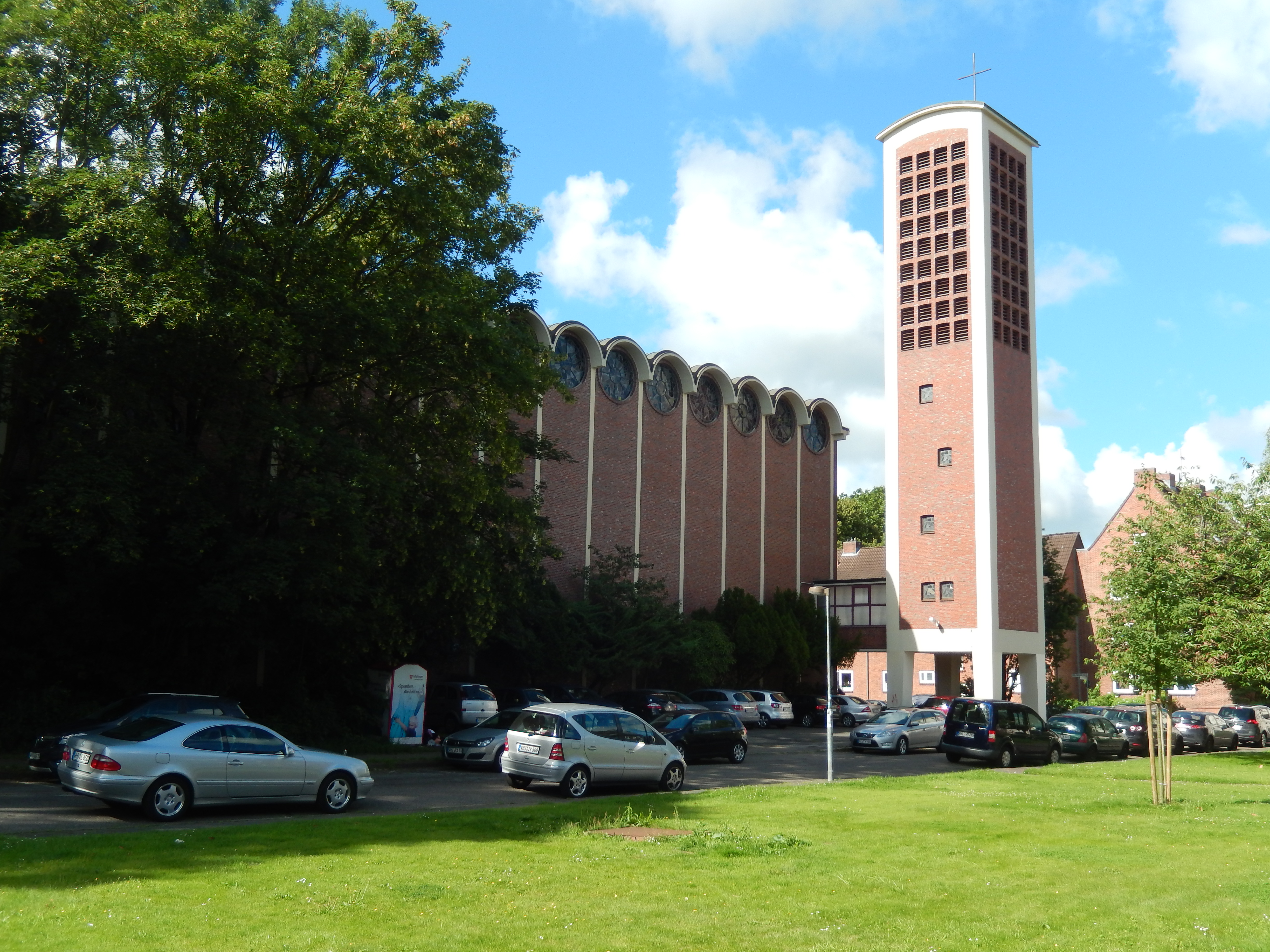
St.-Marien-Kirche (kathol.)
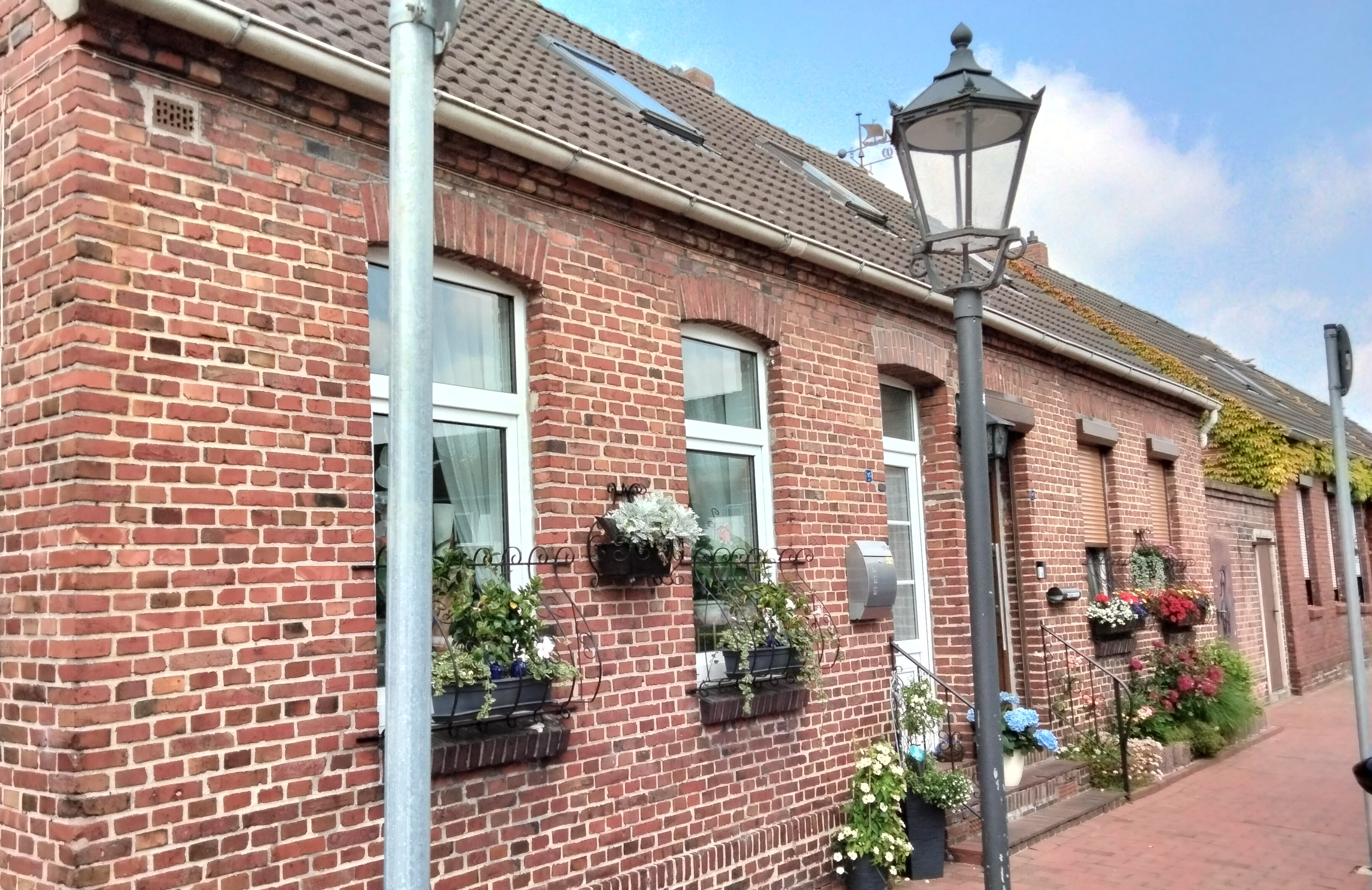
Ankerstraße
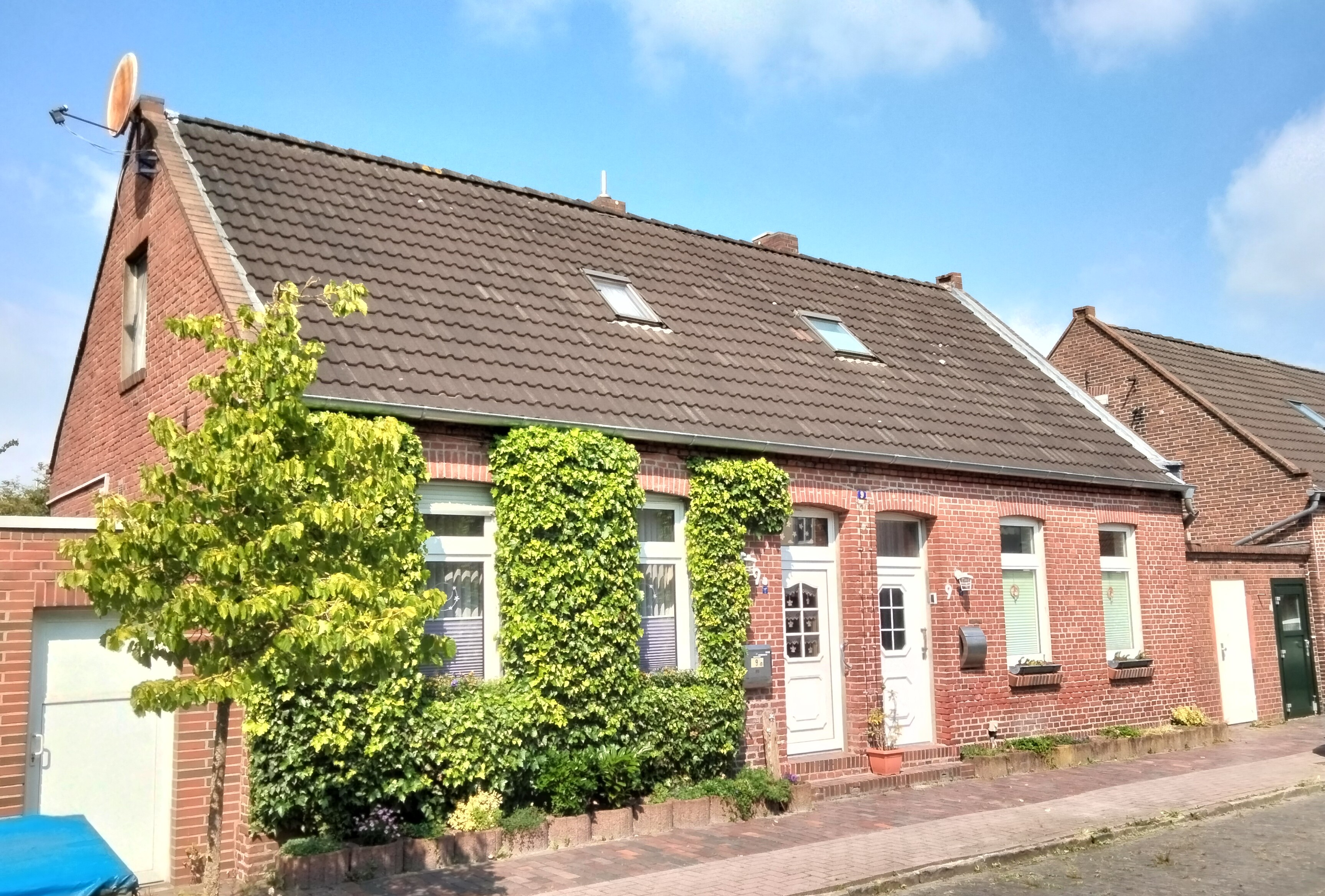
Werftarbeiterhäuser
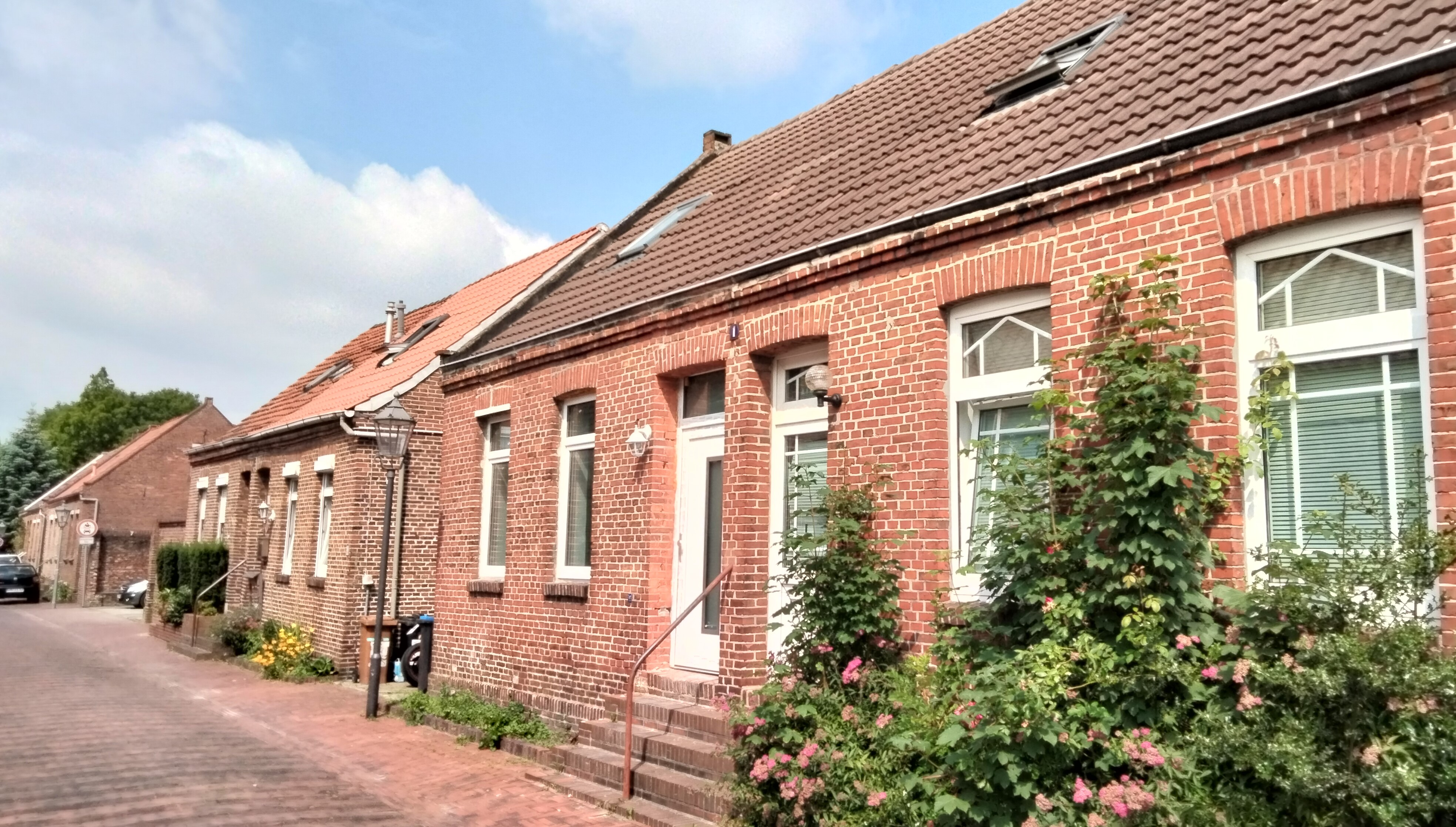
Kindergang
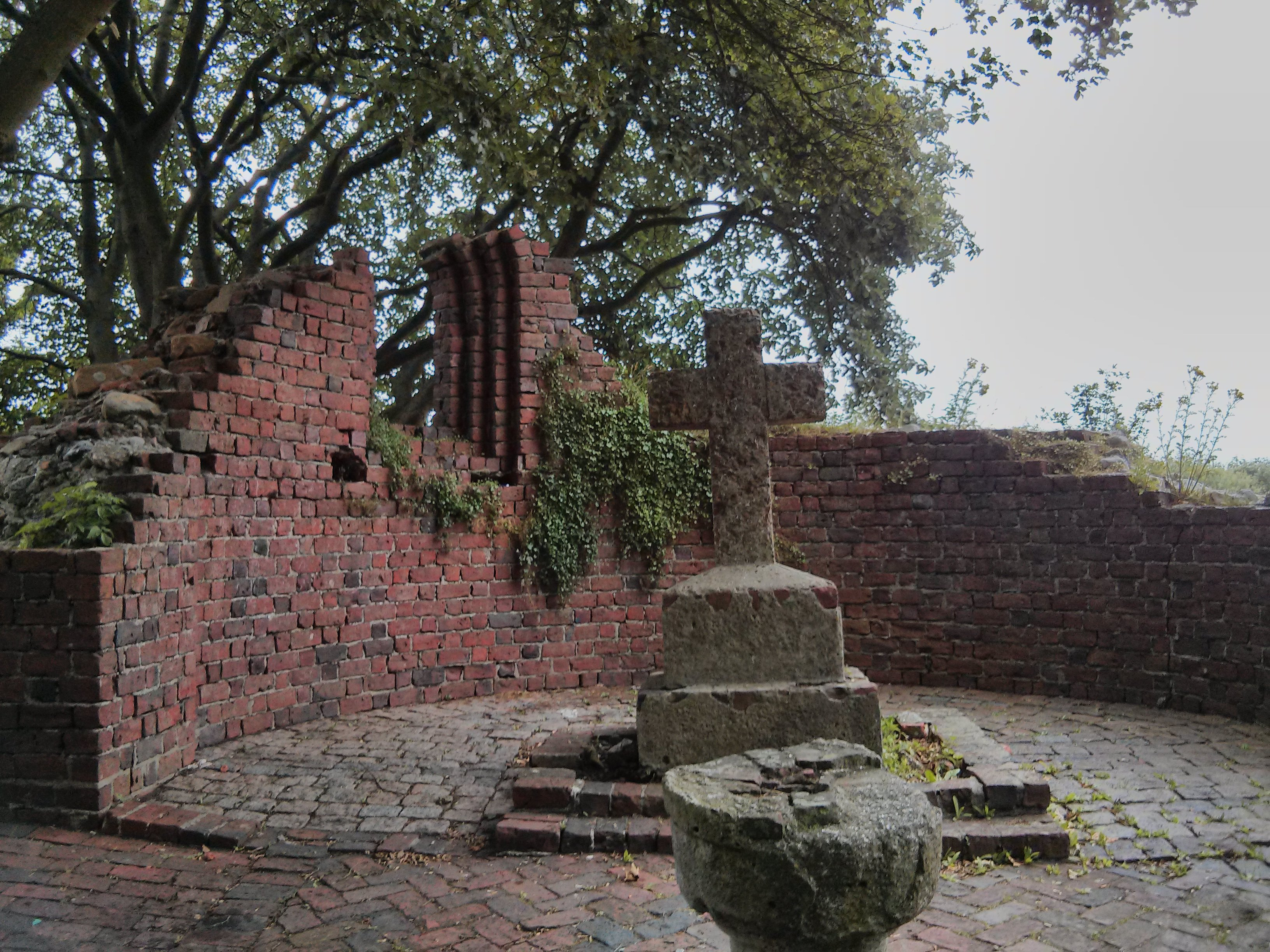
Denkmal "Banter Ruine"
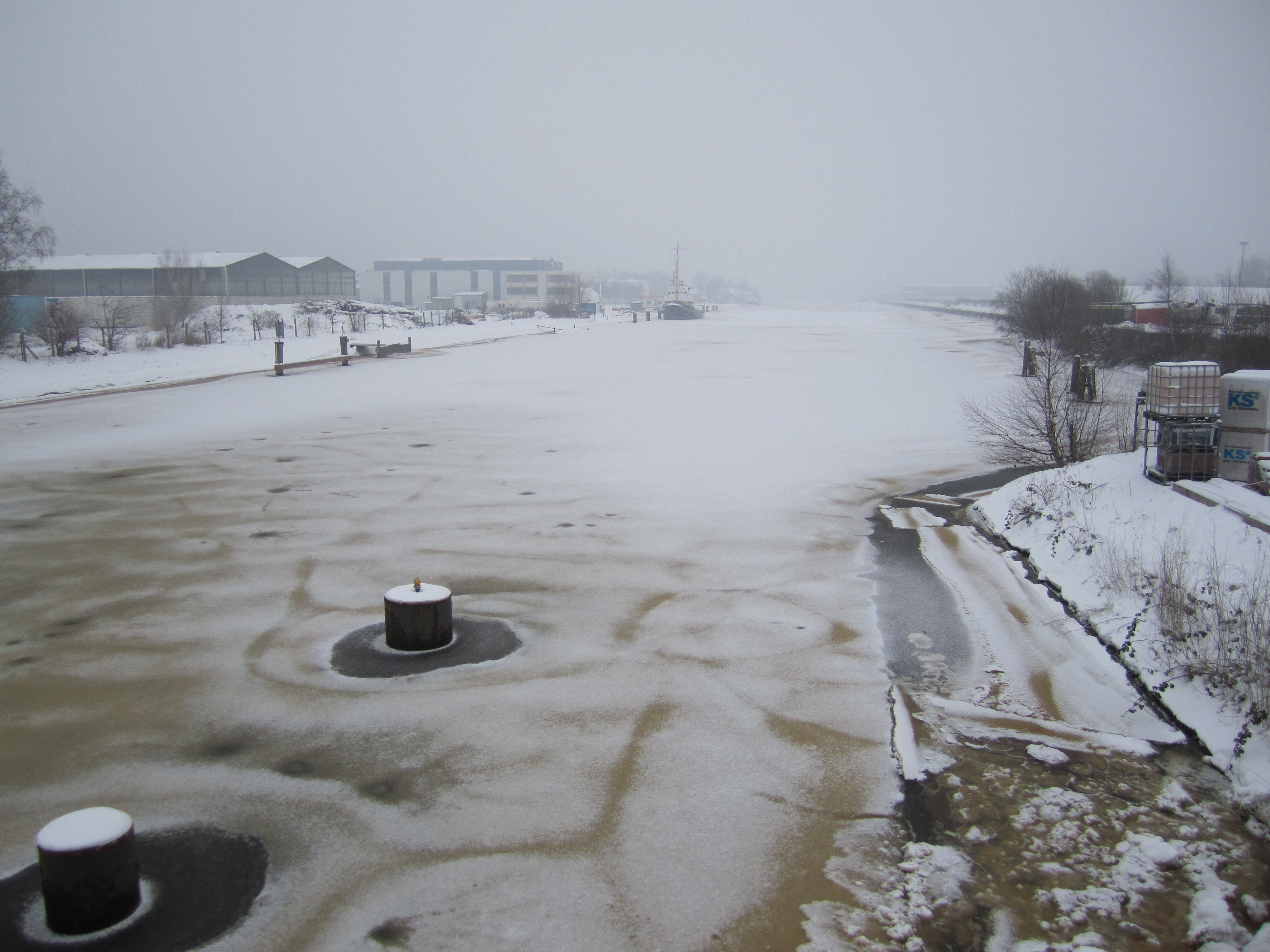
Vereister Handelshafen
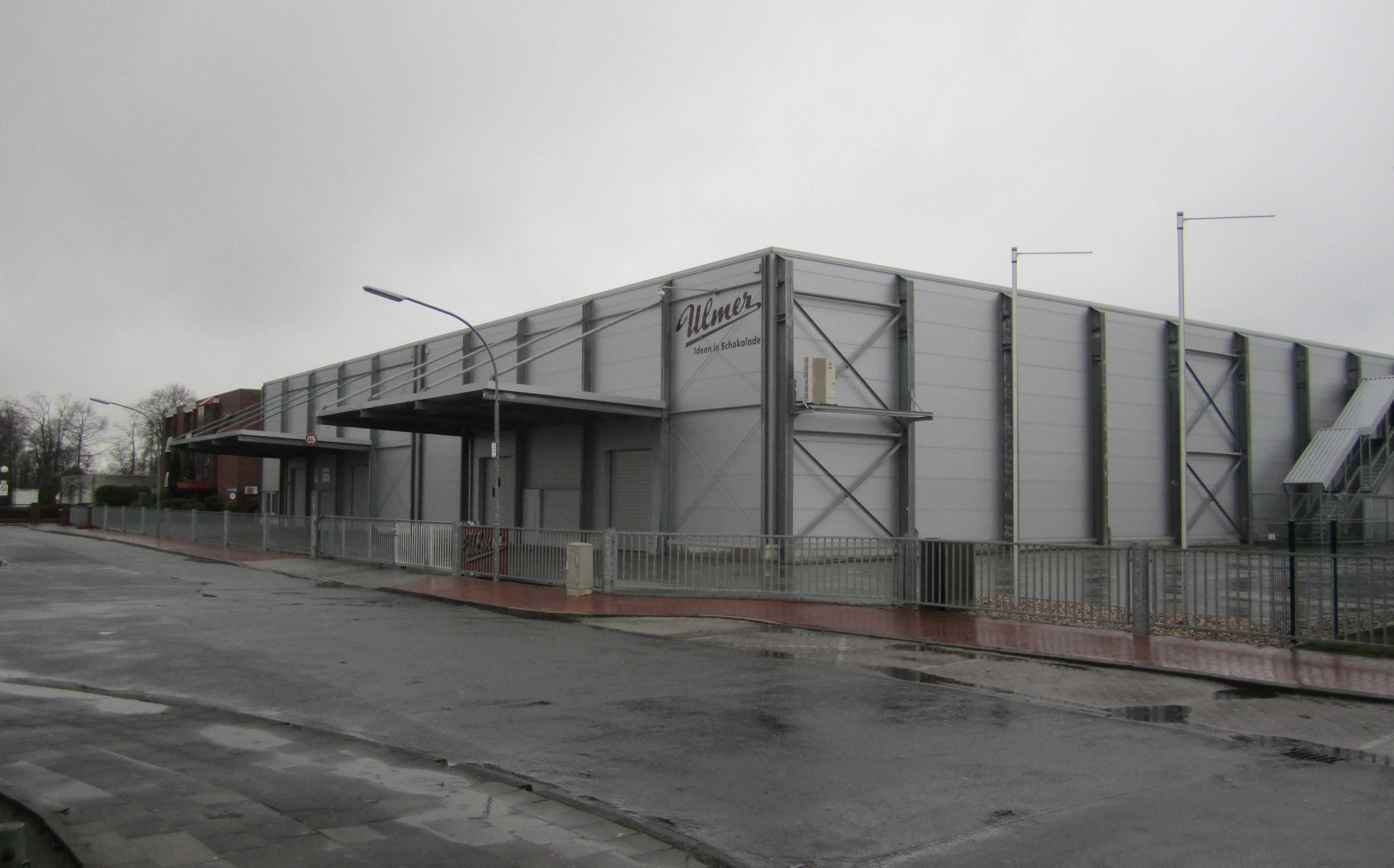
Ulmer Schokoladen

## Einwohner

### Alter
Bant hat eine junge Bevölkerung. Im Stadtteilvergleich hat Bant mit einem Altersdurchschnitt von 40,6 Jahren die jüngsten Einwohner (Durchschnitt Stadt: 46,1 Jahre).

### Familienstand
Im Stadtteilvergleich hat Bant mit 53,8 % den höchsten Anteil lediger Personen. 11 % der Banter sind geschieden, 5,8 % verwitwet und 29,4 % sind verheiratet (Stand 2017).

### Ausländer- und Migrantenanteil
Der Stadtteil hat mit Stand von 2017 mit 23,9 % den höchsten Ausländeranteil aller Wilhelmshavener Stadtteile. Der Wilhelmshavener Durchschnitt liegt bei 9,6 %. Der Anteil der Migranten liegt bei 39,6 % bei einem städtischen Durchschnitt von 21,8 %.

## Gewerbe
Zu den Gewerbebetrieben in Bant gehören:
- ALBA Metall Nord GmbH, ehemals Interseroh Jade-Stahl GmbH, Handel von Schrott und Metall
- Lemke GmbH & Co KG, Dienstleistungsgruppe
- MWB Motorenwerk Wilhelmshaven GmbH & Co. KG
- Ulmer Schokoladen GmbH & Co KG, Hersteller von Schokoladen für die industrielle Weiterverarbeitung